# Nada pra Mim
Nada Pra Mim, é o segundo single da carreira da cantora e compositora brasileira Ana Carolina.
A Música já foi gravada pela banda Pato Fu em 2002 no CD MTV ao Vivo: No Museu de Arte da Pampulha